# Xian de Gar
Pour les articles homonymes, voir GAR.
Le xian de Gar (chinois : 噶尔县 ; pinyin : gá'ěr xiàn) est un district administratif de la région autonome du Tibet en Chine. Il est placé sous la juridiction de la préfecture de Ngari. Son chef-lieu est le bourg-canton de Shiquanhe, connu sous le nom de Gar, et Ali en anglais.

## Démographie
La population du district était de 12 114 habitants en 1999.